# 蘭花刼
《蘭花刼》（英語：Phoenix Rising），前名《獄焰驚情》，香港電視廣播有限公司拍攝製作的民初恩仇電視劇，由蘇玉華、田蕊妮、唐寧及陳錦鴻領銜主演，並由黃智賢及胡諾言聯合主演，監製唐基明。
此劇以民初的上海法租界為故事背景，描述失散三姊妹間的恩仇愛恨，刻劃人性陰暗和善良的一面。當中環繞女子監獄的生活情節，使用位於香港中環已關閉的歷史建築域多利監獄作場景。

## 演員表

### 楊家
| 演員           | 角色   | 關係/暱稱 |
| 郭佳詩（童年） | 江麗雅 | 原名楊瑜 百樂門舞孃→醫院護士→監獄飯堂員工→監犯 炎沛湖之姐，後反目 蘇菲之姐 江范飄香之養女 言亮之情人，後為其第二任妻子 楊光之母 張至凱之前大姨 張耀宝之姨媽 於第1集被炎熊念慈投訴並掌摑，結果被辭退 於第2集成為監獄飯堂員工 於第3集收買賈慧絲為炎沛湖作假證供，後被拘捕，於第4集被警方釋放 於第6集被魯實訛稱患有胃癌 於第7集為炎沛湖作替死鬼 於第8集自首入獄 於第10集在蘇菲協助下逃獄 於第11集被捕 於第14集與蘇菲第二次逃獄，後與其自首入獄 於第15集因監獄發生暴亂，而再次逃獄成功 於第16集因親眼看見養母被殺而變得精神失常 於第17集被阮仁鳳注射安定劑，使其腦部組織壞死 於第19集前往瑞士接受四年治療，後康復 於第20集得知蘇菲被炎沛湖殺害，故設計殺害炎沛湖，最後乘搭韓環車輛逃走 |
| 陳穎妮（少年） | 江麗雅 | 原名楊瑜 百樂門舞孃→醫院護士→監獄飯堂員工→監犯 炎沛湖之姐，後反目 蘇菲之姐 江范飄香之養女 言亮之情人，後為其第二任妻子 楊光之母 張至凱之前大姨 張耀宝之姨媽 於第1集被炎熊念慈投訴並掌摑，結果被辭退 於第2集成為監獄飯堂員工 於第3集收買賈慧絲為炎沛湖作假證供，後被拘捕，於第4集被警方釋放 於第6集被魯實訛稱患有胃癌 於第7集為炎沛湖作替死鬼 於第8集自首入獄 於第10集在蘇菲協助下逃獄 於第11集被捕 於第14集與蘇菲第二次逃獄，後與其自首入獄 於第15集因監獄發生暴亂，而再次逃獄成功 於第16集因親眼看見養母被殺而變得精神失常 於第17集被阮仁鳳注射安定劑，使其腦部組織壞死 於第19集前往瑞士接受四年治療，後康復 於第20集得知蘇菲被炎沛湖殺害，故設計殺害炎沛湖，最後乘搭韓環車輛逃走 |
| 田蕊妮         | 江麗雅 | 原名楊瑜 百樂門舞孃→醫院護士→監獄飯堂員工→監犯 炎沛湖之姐，後反目 蘇菲之姐 江范飄香之養女 言亮之情人，後為其第二任妻子 楊光之母 張至凱之前大姨 張耀宝之姨媽 於第1集被炎熊念慈投訴並掌摑，結果被辭退 於第2集成為監獄飯堂員工 於第3集收買賈慧絲為炎沛湖作假證供，後被拘捕，於第4集被警方釋放 於第6集被魯實訛稱患有胃癌 於第7集為炎沛湖作替死鬼 於第8集自首入獄 於第10集在蘇菲協助下逃獄 於第11集被捕 於第14集與蘇菲第二次逃獄，後與其自首入獄 於第15集因監獄發生暴亂，而再次逃獄成功 於第16集因親眼看見養母被殺而變得精神失常 於第17集被阮仁鳳注射安定劑，使其腦部組織壞死 於第19集前往瑞士接受四年治療，後康復 於第20集得知蘇菲被炎沛湖殺害，故設計殺害炎沛湖，最後乘搭韓環車輛逃走 |
| 冼迪琦（童年） | 炎沛湖 | 原名楊瑤 江麗雅之妹，後反目 蘇菲之姊，後反目 炎發、炎熊念慈之養女 張應景、張宋美貞之媳婦 張至凱之妻，後離婚並被其反目 張耀寶之母 言亮之姨仔 楊光之姨兼前養母 殺害炎熊念慈 於獄中被韓環針對 於第1集被判死刑而入獄，並被蘇威打傷 於第6集威脅魯實陷害江麗雅 於第7集出獄 於第16集誤殺江范飄香 於第17集唆擺炎發殺死張應景，並指示阮仁鳳為江麗雅注射安定劑 於第18集入獄（入獄後被張宋美貞派人殺害其不遂，但毀容） 於第20集把蘇菲困入密室，並將其殺死，後被江麗雅槍殺身亡 被江麗雅槍殺前仍然未有真正反省，並認為自己是強者，因此不會被作為弱者的江麗雅殺死 |
| 毛嘉麗（少年） | 炎沛湖 | 原名楊瑤 江麗雅之妹，後反目 蘇菲之姊，後反目 炎發、炎熊念慈之養女 張應景、張宋美貞之媳婦 張至凱之妻，後離婚並被其反目 張耀寶之母 言亮之姨仔 楊光之姨兼前養母 殺害炎熊念慈 於獄中被韓環針對 於第1集被判死刑而入獄，並被蘇威打傷 於第6集威脅魯實陷害江麗雅 於第7集出獄 於第16集誤殺江范飄香 於第17集唆擺炎發殺死張應景，並指示阮仁鳳為江麗雅注射安定劑 於第18集入獄（入獄後被張宋美貞派人殺害其不遂，但毀容） 於第20集把蘇菲困入密室，並將其殺死，後被江麗雅槍殺身亡 被江麗雅槍殺前仍然未有真正反省，並認為自己是強者，因此不會被作為弱者的江麗雅殺死 |
| 蘇玉華         | 炎沛湖 | 原名楊瑤 江麗雅之妹，後反目 蘇菲之姊，後反目 炎發、炎熊念慈之養女 張應景、張宋美貞之媳婦 張至凱之妻，後離婚並被其反目 張耀寶之母 言亮之姨仔 楊光之姨兼前養母 殺害炎熊念慈 於獄中被韓環針對 於第1集被判死刑而入獄，並被蘇威打傷 於第6集威脅魯實陷害江麗雅 於第7集出獄 於第16集誤殺江范飄香 於第17集唆擺炎發殺死張應景，並指示阮仁鳳為江麗雅注射安定劑 於第18集入獄（入獄後被張宋美貞派人殺害其不遂，但毀容） 於第20集把蘇菲困入密室，並將其殺死，後被江麗雅槍殺身亡 被江麗雅槍殺前仍然未有真正反省，並認為自己是強者，因此不會被作為弱者的江麗雅殺死 |
| 王若嵐（童年） | 蘇 菲  | 原名楊琳 監獄教化官→監犯 江麗雅之妹 炎沛湖之妹，後反目 馬赫之大學同學兼好友，被其暗戀 言亮之姨仔 張至凱之前姨仔 楊光、張耀寳之姨 成堡、蘇威之前下屬 於第4集與江麗雅、炎沛湖相認 於第10集與馬赫設計為江麗雅逃獄 於第12集被通緝，後自首入獄兩年 於第14集與江麗雅逃獄後自首入獄，並被蘇威灑冰水 於第19集刑滿出獄 於第20集被炎沛湖殺害，死前已決定與馬赫在一起，但其不知道 |
| 唐 寧          | 蘇 菲  | 原名楊琳 監獄教化官→監犯 江麗雅之妹 炎沛湖之妹，後反目 馬赫之大學同學兼好友，被其暗戀 言亮之姨仔 張至凱之前姨仔 楊光、張耀寳之姨 成堡、蘇威之前下屬 於第4集與江麗雅、炎沛湖相認 於第10集與馬赫設計為江麗雅逃獄 於第12集被通緝，後自首入獄兩年 於第14集與江麗雅逃獄後自首入獄，並被蘇威灑冰水 於第19集刑滿出獄 於第20集被炎沛湖殺害，死前已決定與馬赫在一起，但其不知道 |

### 言家
| 演員   | 角色     | 關係/暱稱 |
|        | 言啓恒   | 言梁淑德之夫 言亮之父 高莉莉之前岳父 江麗雅之岳父 楊光之爺爺 謹被提及,並無在此劇登場 |
| 陳曼娜 | 言梁淑德 | 言太夫人 言啓恒之妻 言亮之母 馬赫之姨媽 高莉莉之前家姑 江麗雅之家姑 楊光之嫲嫲 於第12集派人殺死倪棟樑 於第19集為讓言亮擺脫高莉莉的控制而自殺 名字谐音：贤良淑德                                                                          |
| 陳錦鴻 | 言 亮    | 言董 公董局董事／市長候選人，於第17集宣誓成為市長，後於第19集辭職 言啓恒、言梁淑德之子 高莉莉之夫，後離婚（政治婚姻） 馬赫之表哥 江麗雅之情人，後為其夫 楊光之父 炎沛湖、蘇菲之姐夫 成堡之忌畏對象 於第14集被言梁淑德軟禁 名字諧音：燃亮 |
| 姚瑩瑩 | 高莉莉   | 言夫人 言亮之妻，後離婚（政治婚姻） 楊光之前繼母 言梁淑德之前媳婦 馬赫之前表嫂 於第15集掌摑江麗雅 於第19集企圖槍殺言亮與江麗雅，最後放棄並離去                                                                                           |
| 田蕊妮 | 江麗雅   | 言亮之情人，後為其第二任妻子 楊光之母 言梁淑德之媳婦 馬赫之表嫂 |
| 郭文諾 | 楊 光    | 言亮、江麗雅之子 高莉莉之前繼子 言梁淑德之孫兒 馬赫之表侄兒 名字諧音：陽光 |

### 張家
| 演員   | 角色   | 關係/暱稱 |
| 羅樂林 | 張應景 | 張宋美貞之夫 張至凱之父 炎沛湖之公公 張耀寶之爺爺 於第17集被炎發刺殺導致永久昏迷 於第18集被炎沛湖用枕頭將其焗死，但失敗 |
| 陳嘉儀 | 宋美貞 | 張應景之妻 張至凱之母 炎沛湖之婆婆，並针对其 張耀寶之奶奶 於第19集派人於獄中殺害炎沛湖，但失败卻使其毀容                |
| 黃智賢 | 張至凱 | 張應景、張宋美貞之子 炎沛湖之夫，後離婚並反目 張耀寶之父 於第1集與張宋美貞回新加坡，後被禁固 於第5集與炎沛湖重逢        |
| 蘇玉華 | 炎沛湖 | 原名楊瑤 張應景之媳婦 張至凱之妻，後離婚並被其反目 張耀寶之母 參見楊家                                                  |
| 吳灝軒 | 張耀寶 | 張應景、張宋美貞之孫 張至凱、炎沛湖之子 在張至凱和炎沛湖離婚後才出生                                                    |
| 陳榮峻 |        | 張至凱之私人助手 |

### 炎家
| 演員   | 角色   | 關係/暱稱 |
| 郭德信 | 炎 發  | 炎沛湖之養父 炎熊念慈之夫 因炎熊念慈之死而變得精神失常 於第1集被炎熊念慈發現對江麗雅毛手毛腳 於第17集被炎沛湖唆擺刺殺張應景，後入住精神病院 名字諧音：研發 |
| 李麗麗 | 熊念慈 | 炎沛湖之養母，針對兼視其為擋煞的"黑金魚"，最後反目 炎發之妻 出席炎沛湖之婚禮時被忽然墮下的吊鐘壓斷腳骨，後佯裝未康復 早前已被炎沛湖推下樓梯摔死            |
| 蘇玉華 | 炎沛湖 | 原名楊瑤 炎發之養女 炎熊念慈之養女，被炎熊念慈視為擋煞的"黑金魚"，因而對其充滿仇恨，最後反目 參見楊家                                                      |

### 江家
| 演員   | 角色   | 關係/暱稱                                                                                |
| 孫季卿 | 江 冬  | 江范飄香之夫 江麗雅之養父 已因病身亡                                                     |
| 梁葆貞 | 范飄香 | 江冬之妻 江麗雅之養母 楊光之養外婆 言亮之養岳母 於第16集被炎沛湖誤推下樓梯摔死           |
| 田蕊妮 | 江麗雅 | 江冬、江范飄香之養女 楊光之母 參見楊家                                                   |
| 郭文諾 | 楊 光  | 江麗雅、言亮之子 江范飄香之養外孫 張至凱、炎沛湖之養子兼姨甥 張耀宝之表哥 名字諧音：陽光 |

### 上海藍橋監獄
| 演員   | 角色   | 關係/暱稱 |
| 陳鴻烈 | 成 堡  | 成獄長 監獄獄長 蘇威、余花、曹玉、杜福之上司，曾特別包庇蘇威 蘇菲之前上司 忌畏言亮 於第6集押後炎沛湖的死刑處決 於第15集因蘇威間接導致葉芷珊小產而把其調職 名字谐音：城堡                                                                                       |
| 唐 寧  | 蘇 菲  | 監獄教化官，後為監犯 成堡之前下屬 參見楊家 |
| 胡諾言 | 馬 赫  | Mark 監獄醫生 言亮之表弟 言梁淑德之姨甥 蘇菲之大學同學兼好友，並暗戀其 高莉莉、江麗雅之表叔仔 楊光之表叔父 於第20集前往英國相親 名字諧音：馬克 |
| 江 漢  | 魯 實  | 監獄醫生 利用炎沛湖及江麗雅作為新藥試驗對象 被炎沛湖威脅陷害江麗雅 與皮亞斯勾結，于第9集被其打死 名字谐音：老實 |
| 李家鼎 | 蘇 威  | 威哥 獄警頭目→獄吏 成堡之下屬 杜福之上司，後為其下屬（第14集起） 余花、曹玉之上司 包庇維護韓環，後反目 於第1集打傷炎沛湖 於第14集向江麗雅、蘇菲灑冰水，並企圖殺害江麗雅但不遂，後被成堡降職為獄吏 於第15集間接導致葉芷珊早產，後被眾女犯打至重傷，後被成堡調職 |
| 古明華 | 杜 福  | 獄吏→獄警頭目 成堡之下屬 蘇威之下屬，後為其上司（第14集起） 余花、曹玉之上司（第14集起） |
| 曾慧雲 | 余 花  | 花姐 獄吏 成堡、蘇威、杜福之下屬 |
| 蘇恩磁 | 曹 玉  | 玉姐 獄吏 成堡、蘇威、杜福之下屬 |
| 游 飈  |        | 獄警 成堡、蘇威、杜福之下屬 |
| 曾健明 |        | 獄警 成堡、蘇威、杜福之下屬 |
| 馬蹄露 | 韓 環  | 監犯，4年後已出獄 區源之妻 炎沛湖之天敵 因經常打架而導致不育，為此妒忌葉芷珊，後和好 與江麗雅、蘇菲作對，後和好 於第15集因蘇威間接導致葉芷珊小產與眾女犯憤而打至蘇威重傷 于第19集假释出狱 名字諧音：韓圜                                                       |
| 胡定欣 | 葉芷珊 | 阿珊 監犯，懷有身孕 江麗雅之好友 與韓環作對，後和好 於第8集入獄 於第15集被蘇威用警棍推撞而早產，後看了兒子一眼便死去 |
| 雪 妮  | 徐 娃  | 監犯 曾被江麗雅所救，後成好友 於第14集因丈夫快逝欲見最後一面而跟江麗雅與蘇菲逃獄，後放棄，後被蘇威打至重傷逼使江麗雅與蘇菲回監獄自首 於第15集因蘇威間接導致葉芷珊小產與眾女犯憤而打至蘇威重傷                                                                  |
| 陳自瑤 | 黃二梅 | 阿梅 監犯 服從韓環 江麗雅、葉芷珊、史敏清之好友 於第15集因蘇威間接導致葉芷珊小產與眾女犯憤而打至蘇威重傷 |
| 魯 芬  | 旺 嫂  | 死囚 丈夫及子女早已因病或被賊人打死 為別人收錢當替死鬼才入獄 於第5集被處決 |
| 朱婉儀 | 史敏清 | 監犯 服從韓環 黃二梅之好友 於第15集因蘇威間接導致葉芷珊小產與眾女犯憤而打至蘇威重傷 |
| 沈可欣 | 白芳芳 | 監犯 於第15集因蘇威間接導致葉芷珊小產與眾女犯憤而打至蘇威重傷 |

### 其他演員
| 演員   | 角色   | 關係/暱稱                                                                                                   |
| 李成昌 | 倪棟樑 | 倪市長 上海市長，欲爭取連任 言亮之競爭對手，後各有交易 劉星之情人 於第12集被言梁淑德派人殺死                |
| 趙靜儀 | 賈慧絲 | 護士 目擊炎沛湖殺害炎熊念慈的唯一證人 於第3集被拘捕 於第4集被警方釋放，後意外被車撞死                       |
| 陳霽平 | 阮仁鳳 | 精神病院死囚 為逃避死刑而假扮患有精神病 於第17集被炎沛湖指示為江麗雅打毒針 於第18集與蘇菲爭執期間被玻璃刺死 |
| 鄭家生 | 區 源  | 韓環之丈夫 名字諧音：歐元                                                                                   |
| 黃文標 | 標     | 言亮之助手                                                                                                  |
| 李泳漢 | 基     | 言亮之助手                                                                                                  |
| 余慕蓮 |        | 言家之傭人                                                                                                  |
| 聶安達 | 皮亞斯 | 法國藥廠代表 與魯實勾結，後將其打死                                                                         |
| 曾守明 | 寶家安 | 寶局長 警察局長                                                                                             |
| 蕭徽勇 |        | 警員 |
| 何俊軒 |        | 警員 |
| 河國榮 | 杜 雷  | 法國領事 |
| 高俊文 | 羅 拔  | 神父 |
| 葉凱茵 | 劉 星  | 倪棟樑之情人                                                                                                |
| 馮素波 |        | 劉星之母 |
| 李天翔 |        | 劉星之弟 |
| 黎 宣  | 安 妮  | 修女 |
| 簡慕華 |        | 蘇菲之養母                                                                                                  |
| 楊證樺 |        | 槍手 |
| 李鴻杰 |        | 醫生 |
| 梁建平 |        | 院長 |
| 陸駿光 |        | 記者 |
| 湯卓能 |        | 記者 |
| 蔡康年 |        | 电台主播 |
| 甘子正 |        | 百樂門經理                                                                                                  |
| 王偉樑 |        | 住在慈善之家，接受炎沛湖金錢，假扮綁架張耀寶                                                                |

## 收視
本劇於香港無綫電視翡翠台之收視紀錄：
| 週次 | 集數   | 日期                   | 平均 | 最高 | 備註 |
| 1    | 1－7   | 2017年5月29日－6月4日  | 17點 | 20點 | 星期一至五平均收視18.1點，最高20.4點 首集平均收視19.3點，最高20.4點 第2集平均收視18.2點，最高19點 星期六平均收視15.3點 星期日平均收視15.3點                  |
| 2    | 8－14  | 2017年6月5日－6月11日  | 17點 | 20點 | 星期一至五平均收視17.9點 第8集平均收視19.9點 第9集平均收視18.7點，最高19.5點 第10集平均收視17點 第11集平均收視16點 星期六平均收視15.6點 星期日平均收視15.7點 |
| 3    | 15－20 | 2017年6月12日－6月18日 | 19點 | 23點 | 星期一至五平均收視20.1點 受強烈熱帶風暴苗柏影響，第15集平均收視22點，最高22.8點 星期日平均收視20.1點                                                         |
| 全劇 | 全劇   | 全劇                   | 18點 | 23點 | |

## 播映安排
迥異於其他TVB戲劇，此劇一直只在海外推出、於無綫收費電視劇集台及TVB星河頻道播放，但時隔10年後，繼2007年《十兄弟》後，再次於翡翠台黃金時段首播，是第三套於無綫電視收費頻道播畢後，罕有地在該頻道的黃金時段首播率先在海外發行的劇集，此次是第二次非以新名播出。
- 此劇是自2012年4至6月播出的《耀舞長安》後，相隔5年後再度於翡翠台黃金時段播放標清製作劇集，同時取代前者成為翡翠台高清化後最後一套於黃金時段首播的標清製作劇集。
- 此劇在2006年年尾拍攝製作，故為標清、4:3畫面制式之製作。為配合於翡翠台黃金時段播映，TVB特意為本劇進行數碼修復，並將畫面比例裁為16:9，以增線技術（upscaling）提升至1080i放映，並為此劇補回英文字幕。

## 軼事
- 此劇是蘇玉華首次飾演反派的劇集。
- 此劇是田蕊妮首部於無綫電視拍攝的劇集，並於劇中擔任第二女主角。
- 此劇是田蕊妮與胡定欣及馬蹄露首次合作的劇集。[12][13]三人其後在2015年《鬼同你OT》再度合作。
- 此劇是田蕊妮與黃智賢繼亞視劇集《世紀之戰》、《美麗傳說》、《搶槓夫妻》、《子是故人來》，第五度合作。
- 此劇於2017年5月在翡翠台黃金時段播出前，劇中演員陳鴻烈、招石文、孫季卿、鄺佐輝、魯芬及曾守明已相繼離世，而唐寧、陳錦鴻、陳曼娜、郭德信、陳嘉儀等主要演員以及監製唐基明亦早已結束與TVB之賓主關係。於2017年12月7日，江漢亦宣告離世，故此同時成為江漢的遺作。
- 由於翡翠台之21:30-22:30劇集時段於2017年6月19日作出改革，此劇成為最後一套被安排於星期一至日黃金時段播出之劇集。（及至2018年，延禧攻略收視報捷，無綫由原先的星期一至五，增加星期六和日20:30-22:30的播映時段。）

## 記事
- 2017年5月19日：此劇於12:00在將軍澳唐德街3號香港九龍東皇冠假日酒店一樓宴會廳(2)舉行「十年重聚 始終如一」宣傳活動。[14][15]
- 2017年6月7日：此劇於16:00在灣仔駱克道128號麗駿酒店二樓覓炙M.J.(善導會轄下的社企餐廳)舉行「釋出愛心」宣傳活動。[16][17]

## 獎項

### 萬千星輝頒獎典禮2017
| 獎項               | 單位              | 結果 |
| ------------------ | ----------------- | ---- |
| 全球網民最喜愛劇集 | 蘭花劫            | 提名 |
| 最佳劇集           | 蘭花劫            | 提名 |
| 最受歡迎劇集歌曲   | 用愛邁步 - 陳慧琳 | 提名 |

## 外部連結
- 無線電視官方網頁 - 蘭花刼 （页面存档备份，存于）
- 蘭花刼 - myTV SUPER[]
- 蘭花劫 - TVBAnywhere 北美官方網站 （页面存档备份，存于）
- YouTube上的蘭花劫 (粵語中字)播放列表
- 豆瓣电影上《蘭花刼》的資料 （简体中文）

## 電視節目的變遷

### 香港播放
| 香港 無綫收費電視劇集台 星期一至五 20:05-21:00 | 香港 無綫收費電視劇集台 星期一至五 20:05-21:00 | 香港 無綫收費電視劇集台 星期一至五 20:05-21:00 |
| ---------------------------------------------- | ---------------------------------------------- | ---------------------------------------------- |
|                                                | 蘭花刼 （2008.03.18 - 2008.04.14）             |                                                |
| 倩女幽魂 （2008.02.01 - 2008.03.17）           | 神鵰俠侶 （2008.04.15 - 2008.06.10）           |                                                |

| 香港 無綫收費電視精選台 星期六、日 12:30-14:15、18:30-20:15、23:00-00:45 | 香港 無綫收費電視精選台 星期六、日 12:30-14:15、18:30-20:15、23:00-00:45 | 香港 無綫收費電視精選台 星期六、日 12:30-14:15、18:30-20:15、23:00-00:45 |
| ------------------------------------------------------------------------ | ------------------------------------------------------------------------ | ------------------------------------------------------------------------ |
|                                                                          | 蘭花刼 （2010.12.18 - 2011.01.16）                                       |                                                                          |
| 時段開始                                                                 | 與敵同行 （2011.01.22 - 2011.02.26）                                     |                                                                          |

| 香港 無綫電視翡翠台 星期一至日 21:30-22:30 · 6月17日 暫停播映 | 香港 無綫電視翡翠台 星期一至日 21:30-22:30 · 6月17日 暫停播映                                           | 香港 無綫電視翡翠台 星期一至日 21:30-22:30 · 6月17日 暫停播映 |
| ------------------------------------------------------------- | --- | ------------------------------------------------------------- |
|                                                               | 蘭花刼 （2017.05.29 - 2017.06.18）                                                                      |                                                               |
| 不懂撒嬌的女人 （2017.05.01 - 2017.05.28）                    | 賭城群英會 （星期一至五） （2017.06.19 - 2017.08.04） 踩過界 （星期六、日） （2017.06.24 - 2017.09.17） |                                                               |

### 香港以外地區播放
| 马来西亚 Astro華麗台 星期一至五 20:00 - 21:00 | 马来西亚 Astro華麗台 星期一至五 20:00 - 21:00  | 马来西亚 Astro華麗台 星期一至五 20:00 - 21:00 |
| --------------------------------------------- | ---------------------------------------------- | --------------------------------------------- |
|                                               | 蘭花刼 （2009-03-10 - 2009-04-04）             |                                               |
| 奸人堅 （2009-02-10 - 2009-03-07）            | 野蠻奶奶大戰戈師奶 （2009-04-07 - 2009-05-04） |                                               |

| 新加坡 HUB戏剧首选 每晚 21:30 - 22:15      | 新加坡 HUB戏剧首选 每晚 21:30 - 22:15                                                                 | 新加坡 HUB戏剧首选 每晚 21:30 - 22:15 |
| ------------------------------------------ | --- | ------------------------------------- |
|                                            | 蘭花刼 （2017-05-29 - 2017-06-17） 性在有情 （2017-05-29 - 2017-06-17）                               |                                       |
| 不懂撒嬌的女人 （2017-05-01 - 2017-05-28） | 賭城群英會（星期一至五） （2017-06-19 - 2017-08-04） 踩過界（星期六、日） （2017-06-24 - 2017-09-17） |                                       |